# Altlast

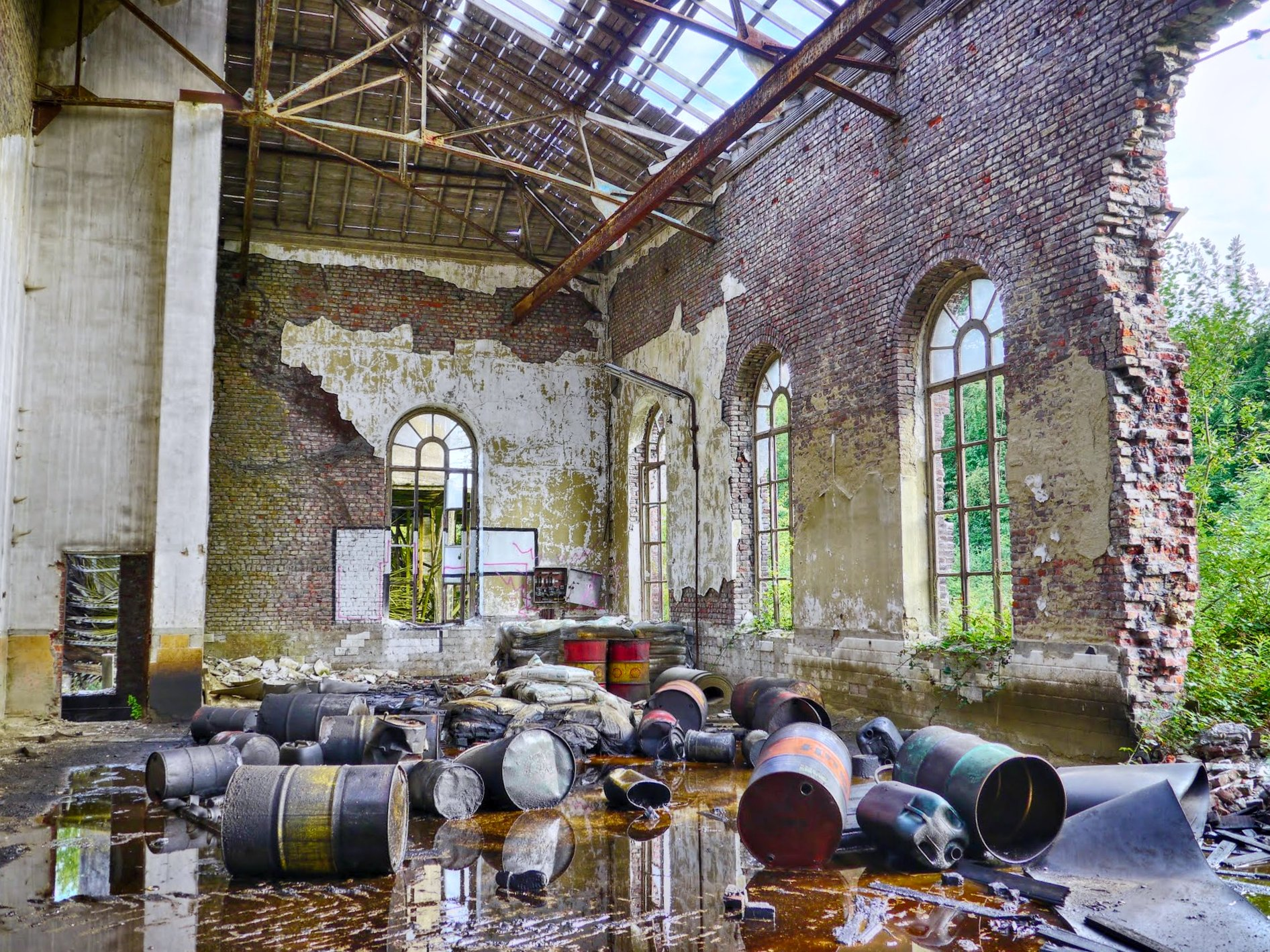
Unsachgemäße Lagerung auf einer Industriebrache

Der Begriff Altlast bezeichnet im Umweltschutz und der Raumplanung einen abgrenzbaren Teil der Erdoberfläche, der infolge früherer menschlicher Tätigkeiten gesundheits- oder umweltschädliche Veränderungen des Bodens (Bodenkontamination) oder des Grundwassers (Grundwasserverschmutzung) aufweist, wodurch die durch Rechtsnormen geschützte Mindestqualität nicht mehr gegeben ist.
Laufende Betriebe unterliegen meist einem strengen Umweltmonitoring, sodass sich keine Altlasten ansammeln dürften.

## Legaldefinition

### Deutschland
In Deutschland enthält § 2 Abs. 5 Bundes-Bodenschutzgesetz (BBodSchG) folgende gesetzliche Definition

„Altlasten im Sinne dieses Gesetzes sind
1. stillgelegte Abfallbeseitigungsanlagen sowie sonstige Grundstücke, auf denen Abfälle behandelt, gelagert oder abgelagert worden sind (Altablagerungen), und
2. Grundstücke stillgelegter Anlagen und sonstige Grundstücke, auf denen mit umweltgefährdenden Stoffen umgegangen worden ist, ausgenommen Anlagen, deren Stilllegung einer Genehmigung nach dem Atomgesetz bedarf (Altstandorte), durch die schädliche Bodenveränderungen oder sonstige Gefahren für den einzelnen oder die Allgemeinheit hervorgerufen werden.“

Nicht jede Bodenkontamination ist eine Altlast. Gibt es Hinweise auf eine Kontamination, beispielsweise aufgrund der Nutzung durch einen umweltrelevanten Betrieb oder die Verfüllung einer Kiesgrube mit undokumentiertem Material, wird die Fläche zunächst als Altlastenverdachtsfläche bezeichnet und näher untersucht. Hierzu wird in der Regel ein Dienstleister mit einer detaillierten historischen Erhebung der Grundstücksnutzung beauftragt und der Schadstoffgehalt verdächtiger Grundstücksbereiche mittels Bohrungen und chemischer Untersuchung geklärt. § 3 Abs. 2 BBodSchG nimmt dort näher bezeichnete Sachverhalte (radioaktive Stoffe, Kampfmittel) vom Anwendungsbereich des Gesetzes aus.
Oft ist aufgrund fehlender Unterlagen nicht mehr feststellbar, ob eine vorhandene Altlast ursprünglich aufgrund einer seinerzeit erteilten Genehmigung entstand, oder ob es sich um eine wilde Müllkippe handelt – zumal im Bereich der Abfallentsorgung oder der Verarbeitung von Chemikalien in früherer Zeit wesentlich weniger Sicherheitsvorgaben bestanden. Für die Definition des Begriffs Altlast ist dieser Unterschied unerheblich.
Die Einstufung als Altlastenverdachtsfläche oder Altlast trifft die nach Länderrecht örtlich zuständige Behörde, etwa die Bezirksregierung oder das Landratsamt. Die Einstufung als Altlast bedeutet, dass von dieser Fläche eine Gefahr ausgeht. Diese muss durch angemessene Bodensanierungsmaßnahmen behoben werden.

### Österreich
In Österreich definiert das Altlastensanierungsgesetz:

„§ 2. (1) Altlasten sind Altablagerungen und Altstandorte  sowie durch diese kontaminierte Böden und Grundwasserkörper, von denen – nach den Ergebnissen einer Gefährdungsabschätzung – erhebliche Gefahren für die Gesundheit des Menschen oder die Umwelt ausgehen.“

Altablagerungen im Sinne des Gesetzes sind „Ablagerungen von Abfällen, die befugt oder unbefugt durchgeführt wurden“ (Deponien), Altstandorte „Anlagen, in denen mit umweltgefährdenden Stoffen umgegangen wurde“.
Kontaminationen, die durch Emissionen in die Luft verursacht werden (Luftschadstoffe), unterliegen nicht dem Geltungsbereich des Gesetzes, sondern dem Emissionsgesetz-Luft 2018 (EG-L).
Gemäß gängiger Interpretation bedingt der Begriff Altlast das Entstehen dieser vor dem Inkrafttreten dieses Gesetzes (1. Juli 1989) sowie die Eintragung in den Altlastenatlas (öffentliches Buch; Altlastenatlas-Verordnung, BGBl. II. Nr. 232/2004; bis zur Feststellung im Verdachtsflächenkataster). Andere kontaminierte Bereiche werden gängig als Neuschäden bezeichnet und werden begrifflich vom Begriff Altlast deutlich abgegrenzt.
Der Grund ist, dass das Gesetz primär auf die Finanzierung der Sanierung oder Sicherung einer Altlast ausgerichtet ist, es also um die Fragen der Haftung des ehemaligen Betreibers oder Grundeigentümers geht (Verursacher- und Liegenschaftseigentümerhaftung), denn letztendlich haftet für die Sanierung der Bund (§ 18 ALSAG; zuständige Behörde ist der Landeshauptmann). Seit Inkrafttreten des Gesetzes besteht eine klare Regelung, insbesondere ist durch den Altlastenbeitrag in der Abfallwirtschaft die Finanzierung auch bei Liquidation der Betreibergesellschaft abgesichert. Die enge Verknüpfung von Altlastensanierung und Flächenrecycling soll mit der ALSAG-Novelle 2019 weiter gestärkt werden.

### Schweiz

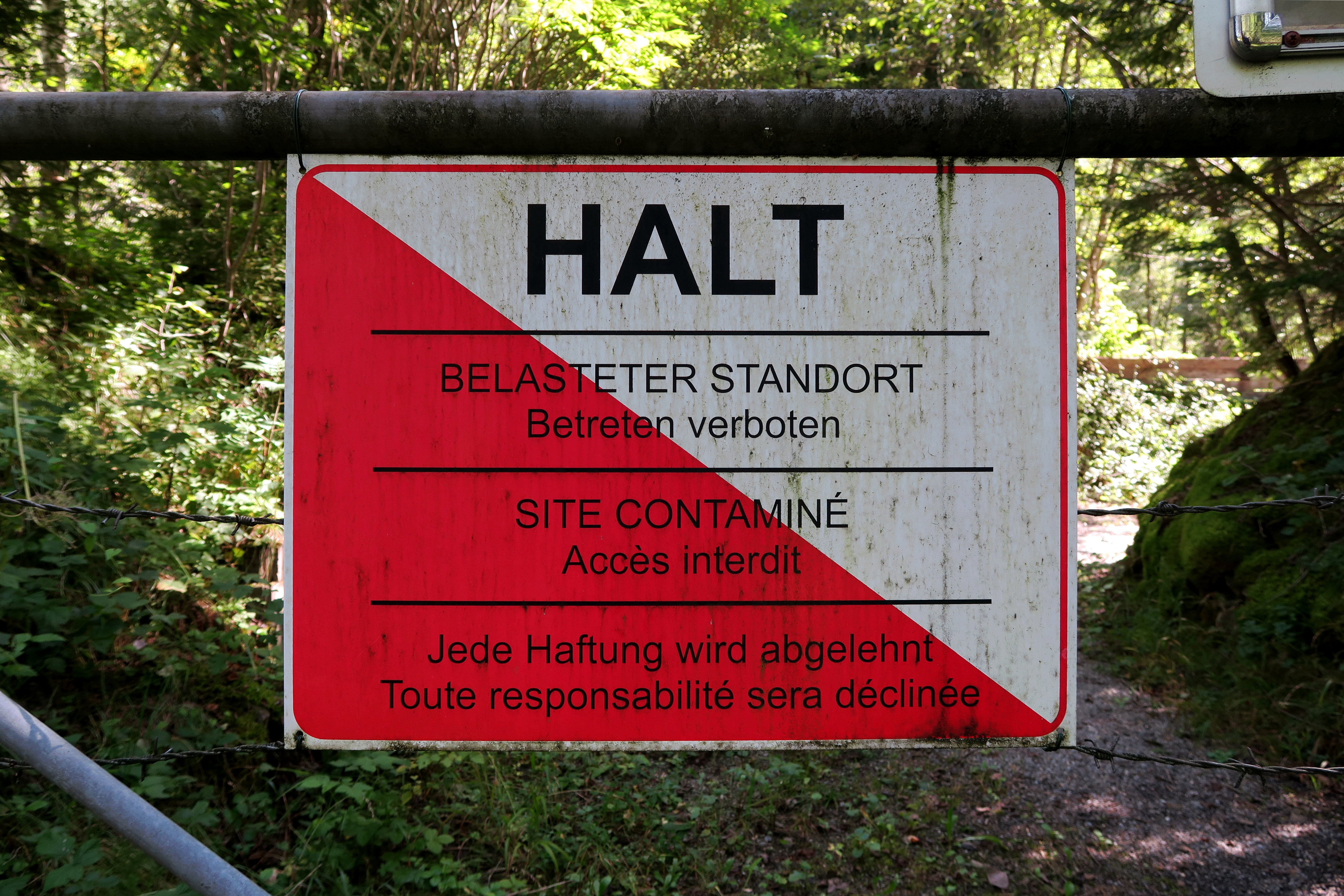
Warnschild

In der Schweiz sind die Grundsätze der Sanierungspflicht von Altlasten-Standorten (Ablagerungs- (Deponien), Betriebs- und Unfallstandorte) in Art. 32c bis 32e des Umweltschutzgesetzes und Einzelheiten in der Verordnung über die Sanierung von belasteten Standorten (Altlasten-Verordnung, AltlV) vom 26. August 1998 geregelt. In Artikel 2 Absatz 3 (Begriffe) definiert letztere Altlasten als:

„sanierungsbedürftige belastete Standorte.“

Solche Belastungen können dabei über den Luftpfad z. B. als Staub, als Ablagerung oder als Versickerung schädlicher Stoffe entstehen.
Die Altlasten-Verordnung unterscheidet Ablagerungsstandorte (stillgelegte oder noch in Betrieb stehende Deponien und andere Abfallablagerungen), Betriebsstandorte (stillgelegte oder noch in Betrieb stehenden Anlagen, in denen mit umweltgefährdenden Stoffen umgegangen worden ist, einschliesslich Schiessanlagen und -plätze), sowie Unfallstandorte (Art. 2 Z. 1 AltlV). Das Schweizer Recht unterscheidet also nicht zwischen historischer „Alt“-Last und noch betriebenen Anlagen, sondern betont die Betriebssicherheit derselben. Von den sanierungsbedürftigen Altlasten unterschieden werden Bauherren-Altlasten, bei denen eine Sanierung erst anlässlich von Grundstück-Umnutzungen und -Neubauten erfolgen muss (mit anderen Regeln der Kostentragung für Sanierungsmaßnahmen).
Altlasten werden unterschieden in bezogen auf anerkannte Schutzgüter (Luft, Oberflächen- und Grundwasser, Bodenfruchtbarkeit, direkt betroffene menschliche und tierische Gesundheit) sanierungsbedürftige (und damit auch überwachungsbedürftige), einzig überwachungsbedürftige (ohne Sanierungsbedarf außerhalb von Baumaßnahmen) und weder sanierungs-, noch überwachungsbedürftige Standorte. Ausdrücklich keine Belastungen und damit Altlasten nach Altlastenrecht entstehen durch großflächige Schadstoff-Ausbringungen wie durch Staub entlang stark befahrener Strassen oder früher übliche landwirtschaftliche Behandlung mit kupferhaltigen Pflanzenschutzmitteln in Rebbergen oder durch schwermetallhaltigen Klärschlamm zur Bodendüngung.
Bei der Altlastensanierung gilt grundsätzlich zwar das Verursacherprinzip. Unter gewissen Umständen können die Behörden als Weiterentwicklung nach dem polizeilichen Störerprinzip aber statt des Verursachers (Verhaltensstörer) auch Dritte wie den Zustandstörer (beispielsweise den Grundstücksinhaber) zur Ergreifung von Maßnahmen verpflichten oder diese Maßnahmen selber ergreifen (Ersatzvornahme).
Auf Grundlage der Verordnung über die Abgabe zur Sanierung von Altlasten (VASA) wird bei der Verbringung von Abfällen auf einer Deponie eine Deponiesteuer erhoben. Die Einnahmen dieser Lenkungsabgabe werden zweckgebunden für die Untersuchung von belasteten Standorten und Sanierung von Altlasten eingesetzt. Die Höhe der Abgabe variiert nach Deponietyp.

## Wirkungspfade
Schadstoffe aus Altlasten können auf verschiedenen Wegen zum Menschen gelangen und dadurch seine Gesundheit oder gar sein Leben gefährden. Für Deutschland gelten die Prüf- und Maßnahmenwerte laut Bundes-Bodenschutz- und Altlastenverordnung (kurz: Bundes-Bodenschutzverordnung) für folgende Wirkungspfade
1. Wirkungspfad Boden-Grundwasser → Aus dem Grundwasser wird Trinkwasser gewonnen und es speist sich das Oberflächenwasser.
2. Wirkungspfad Boden-Nutzpflanze → Die Nutzpflanzen nehmen die Schadstoffe über die Wurzeln auf und speichern sie in Knollen (Kartoffeln, Rüben) oder Blättern (bei Salat, Spinat, Kohl). Früchte und Blätter werden durch aufgewirbelten Staub kontaminiert.
3. Wirkungspfad Boden-Menschen kommen in Kontakt mit kontaminiertem Erdreich oder nehmen die Schadstoffe über die Lunge (Staub in der Luft), die Haut (Gartenarbeiten) oder den Magen-Darm-Trakt (Kleinkinder, die Erde essen) auf.

## Einstufung als Altlast und Erfassung
Die Aufbereitung und Wiedernutzung einer altlastverdächtigen Fläche kann in der Regel erst beginnen, wenn geklärt ist, ob Boden- oder Grundwasserkontaminationen tatsächlich bestehen und in welchem Maße Risiken von diesen Belastungen ausgehen.
Hierzu ist es erforderlich möglichst viele Informationen über die Nutzungsgeschichte eines Grundstücks bzw. einer Industrieanlage einzuholen und daraufhin auswerten,
- ob aus den Vornutzungen des Altstandortes eine signifikante Wahrscheinlichkeit für Boden- und/oder Grundwasserkontaminationen bestehen,
- in welchen Teilbereichen der Gesamtfläche derartige Kontaminationen erwartet werden können,
- welches Stoffinventar im Hinblick auf umweltgefährliche Stoffe in Betracht kommt und
- mit welcher räumlichen Ausdehnung dieser Stoffe zu rechnen ist.

Liegen im Rahmen der Erfassung genügend Daten und Informationen zur Verdachtsfläche vor, sind daran anschließend mögliche negative Auswirkungen auf die relevanten Schutzgüter (z. B. Boden, Wasser, Leben und Gesundheit von Menschen) im Rahmen einer Erstbewertung aufzuzeigen.
Von den Ergebnissen der Erstbewertung hängt ab, ob weitere Untersuchungen für die abschließende Gefahrenbeurteilung erforderlich sind, bzw. bereits genügend Erkenntnisse vorliegen um im nächsten Schritt eine Sanierung (Sanierungsuntersuchung) der Verdachtsfläche bzw. der Altlast vorbereiten zu können.

### Deutschland
Die Erfassung von Altlastenverdachtsflächen ist in Deutschland weit fortgeschritten; dabei wurden mehr als 360.000 Flächen erfasst und in Altlastenkatastern bei den Bezirksregierungen dokumentiert. Die Ersterfassung erfolgte im Allgemeinen aufgrund historischer Recherchen, bei der Betriebe mit altlastverdächtiger Tätigkeit und ehemalige Sand- bzw. Kiesgruben ausgesucht wurden. Ein festgestellter Altlastenverdacht führt im Allgemeinen zu einem Wertverlust des Grundstückes, so dass spätestens bei geplanter Nutzungsänderung oder Verkaufsabsicht der Bedarf besteht, den Verdacht mit geeigneten Untersuchungen abzuklären. Viele Altlastenuntersuchungen werden daher im Zuge des Flächenrecycling ausgelöst.
Die Untersuchung ist im Bundesbodenschutzgesetz und in der Bundes-Bodenschutzverordnung geregelt und erfolgt in einer gestaffelten Reihenfolge
1. Beprobungslose Erfassung bei Vorliegen eines Anhaltspunkts (alte Industriebrache als altlastverdächtige Fläche) durch Begehung, Aktenrecherche im Betrieb oder bei den Behörden, ggf. noch Luftbildauswertung oder Auswertung anderer Quellen
2. Orientierende Untersuchung (§ 12 BBodSchV) eine erste Erkundung durch Rammkernsondierungen in vermuteten hot-spots oder im weitmaschigen Raster über die zu untersuchende Fläche. Die Bewertung erfolgt anhand der Prüfwerte der Bundes-Bodenschutz- und Altlastenverordnung (BBodSchV) für den Ort der Probenahme bzw. Ort der Beurteilung. Hat sich der Verdacht durch festgestellte Prüfwertüberschreitung konkretisiert, folgt die
3. Detailuntersuchung (§ 13 BBodSchV): Die horizontale und vertikale Ausdehnung des Schadens wird erkundet mit dem Ziel, eine abschließende Gefährdungsabschätzung zu ermöglichen. Ggf. werden dabei auch Grundwasseruntersuchungen durchgeführt. Stellt sich die in der orientierenden Untersuchung festgestellte Kontamination lediglich als punktuelle Überschreitung heraus, erfolgt nicht automatisch eine Höherstufung der Verdachtsfläche zur Altlast.

Werden anhand der durchgeführten Untersuchungen und Prognosen (Sickerwasserprognose) festgestellt, dass die Prüfwerte nicht überschritten werden, ist der Verdacht einer schädlichen Bodenveränderung oder Altlast ausgeräumt. Bei Überschreiten der Prüfwerte ist im Einzelfall zu prüfen,  inwieweit Sanierungs-, Schutz- oder Beschränkungsmaßnahmen im Sinne des § 2 Absatz 7 und 8 des Bundes-Bodenschutzgesetzes erforderlich sind. Hierfür sind
1. mögliche Sanierungs- bzw. Sicherungsverfahren nach Machbarkeit und zu erwartenden Kosten gegeneinander abzuwägen und
2. für ein als Ergebnis der Abwägung ausgewähltes Vorzugsverfahren eine Sanierungsuntersuchung durchzuführen (Phase 3a und b). Aus dem Ergebnis wird dann
3. die Sanierungsplanung mit konkreter Zeit- und Kostenvorgabe erarbeitet.

### Österreich
In Österreich sind etwa 70.000 Altstandorte und -ablagerungen bekannt, von denen aber nur rund 2 % bis 3 % Altlasten im Sinne des Altlastensanierungsgesetzes darstellen, die vor dem 1. Juli 1989 entstanden. Mit Stand 1. Jänner 2019 waren 304 Altlasten im Altlastenatlas, der vom Umweltbundesamt geführt wird, ausgewiesen, davon 164 saniert oder gesichert, und 1895 Flächen im Verdachtsflächenkataster, die noch befundet werden müssen.
Seit Inkrafttreten des Altlastensanierungsgesetzes wurden 10 Millionen Tonnen kontaminiertes Ablagerungs- und Untergrundmaterial entfernt, und Flächen im Gesamtausmaß von mehr als 1000 ha saniert.

### Schweiz
In der Schweiz wurde seit Ende der 1990er Jahre der Kataster der belasteten Standorte erstellt, der von Bund und Kantonen gemeinsam am Bundesamt für Umwelt (BAFU) betrieben wird.
Es bestehen total rund 38‘000 belastete Standorte, wovon vermutlich rund 4'000 sanierungsbedürftig («Altlasten» im Sinne des Gesetzes) sein dürften. Knapp 40 % aller belasteten Standorte entfallen auf Ablagerungsstandorte, knapp 50 % auf Betriebsstandorte, rund 10 % auf Schiessanlagen und -plätze und rund 1 % auf Unfallstandorte. Die Untersuchungen sind nicht abgeschlossen, es laufen auf insgesamt 5‘700 Standorten Untersuchungen über Umweltauswirkungen oder werden in den nächsten Jahren in Angriff genommen. Rund 2 % aller Standorte werden bereits überwacht, 5 % müssen saniert werden.
Die Gesamtfläche aller erfassten belasteten Standorte beträgt rund 225 km2 (das entspricht der Fläche des Kantons Zug). Der Gutteil (zwei Drittel) liegt im Mittelland mit seiner dichten Bevölkerung, ein Siebentel (14 %) im Schweizer Jura, das restliche Viertel (23 %) verteilt sich auf die übrigen Gebiete der Schweiz.

## Maßnahmen: Sicherung und Altlastensanierung
- Sicherung umfasst die Erstmaßnahmen, um weitere Emissionen und Kontaminationen zu Verhindern.
- Altlastensanierung umfasst:
  - Sachgemäße Behandlung der vorhandenen Standorte selbst
  - Bodensanierung
  - Grundwassersanierung

Sanierungsmaßnahmen sind alle die Maßnahmen, die geeignet sind, einen rechtskonformen Zustand wiederherzustellen. Entsprechend dem Anspruch der „Heilung“ können dies sein:
- Verwaltungsmaßnahmen, wie Umnutzung der Fläche auf eine weniger empfindliche Nutzung (vergl. Baunutzungsverordnung).
- Sicherungsmaßnahmen, wie der Einbau einer bautechnischen Sperre gegen die Auswirkung der Schadstoffe.
- Umlagerung, bei der das schadstoffhaltige Material ausgebaut und an einem anderen Ort, etwa in einer Deponie, wieder eingebaut wird.
- Dekontamination, bei der die Schadstoffe technisch entfernt werden.
- Sanierung, ohne Maßnahmen zu ergreifen, indem die Selbstreinigung auf natürlichem Weg erfolgt durch kontrollierten natürlichen Rückhalt oder Abbau der Schadstoffe (KNRA), oft auch mit dem englischen Wort monitored Natural Attenuation benannt (MNA). Die einzige „Maßnahme“ dabei ist die Kontrolle der Veränderungen des Schadstoffgehaltes.

Der Erfolg der Sanierung muss mit geeigneten Messverfahren nachgewiesen werden, eventuell mit wiederkehrenden Messungen zum Nachweis der dauerhaften Wirksamkeit der Sicherung.
Eine Sonderstellung nehmen die sogenannten Rüstungsaltlasten ein. Damit werden Flächen bezeichnet, die der Produktion militärischer Güter (Sprengstoffe) dienten oder unmittelbar von Streitkräften benutzt wurden oder deren Kontamination durch Waffeneinwirkungen erfolgte. Bei einer Bestandsaufnahme Mitte der 1990er Jahre wurden 3240 solcher Flächen erfasst. Die Sonderstellung beruht darauf, dass bei Nachweis einer direkten Kriegsfolge die Bundesrepublik Deutschland direkt haftet.
Dekontaminationsmaßnahmen werden prinzipiell eingeteilt in
- aktive Verfahren: wie pump and treat-Verfahren („abpumpen und behandeln“) oder Einbringen von Stoffen oder Energie und Behandlung mobilisierter Schadstoffe;
- passive Verfahren: wie der Einbau von Migrationssperren für Wasser oder Gas sowie das Einbringen von biologisch, chemisch oder katalytisch wirkender Materialien im Untergrund und reaktiver Wände.

Sie können auf der Altlast selbst (onsite) – entweder mittels mobiler Behandlungsanlagen oder ohne Aushub des Bodens (in situ) – oder offsite durch Abtransport des belasteten Bodens zu einer entsprechenden Bodenbehandlungsanlage erfolgen.

## Lehre und Forschung
An der BTU Cottbus gibt es einen „Lehrstuhl Altlasten“. Lehrstuhlinhaber war bis zum März 2012 Wolfgang Spyra.